# Stéphane Chapuisat
Stéphane Chapuisat (Lausana, Suiza, 28 de junio de 1969) es un exfutbolista y entrenador suizo. Jugó gran parte de su carrera en el Borussia Dortmund, en donde se destacó anotando más de 100 goles en 218 apariciones en la 1. Bundesliga alemana.
Chapuisat también es uno de los jugadores internacionales suizos más destacados de los últimos tiempos, habiendo jugado un total de 103 partidos oficiales con su selección durante su carrera.

## Biografía
Tras formarse en las filas del modesto Red Star Zurich, en 1980 emigró al Lausana Sports, donde se desarrolló como profesional. Cinco años después, jugó en el FC Malley.
En 1990, a los 21 años, tomó un nuevo rumbo: Alemania. En la tierra del chucrut, Chapuisat fue fichado por el KFC Uerdingen 05. Luego ficharía en 1991 por el cuadro en donde se hizo famoso: el Borussia Dortmund, en donde ganó todo: dos veces la 1. Bundesliga, una Supercopa alemana y nada menos que la ansiada Liga de Campeones en 1997, venciendo en la final 3-1 a la favorita Juventus; ese mismo año, en diciembre, logró la Copa Intercontinental en un año inolvidable para la historia de Chapuisat y del Borussia Dortmund.
Chapuisat es el primer futbolista suizo que ha sido campeón de Europa y del mundo al nivel de clubes.
Tras disfrutar de la gloria esos años, en 1999 regresó a su país para enrolarse en las filas del Grasshoppers, luego en 2002 se integró al BSC Young Boys y posteriormente al FC Lausanne-Sport donde se retiraría como profesional en 2005.

## Selección nacional
Con la selección suiza debutó el 21 de junio de 1989 en el triunfo histórico de su selección ante Brasil. Participó en la Copa Mundial de Fútbol de 1994 donde Suiza regresó al mundial luego de 28 años, anotando un gol en la victoria de primera fase ante Rumania 4-1, llegando hasta octavos. 
Disputó también la Eurocopa 1996, y la Eurocopa 2004 donde jugó su último partido con la selección, derrota 3-0 ante Inglaterra, el 17 de junio, pocos días antes de cumplir 35 años.
Cada vez que marcó goles con su selección, nunca perdió.

### Participaciones en Copas del Mundo
| Mundial                        | Sede           | Resultado        | Goles |
| ------------------------------ | -------------- | ---------------- | ----- |
| Copa Mundial de Fútbol de 1994 | Estados Unidos | Octavos de final | 1     |

### Participaciones en Eurocopas
| Eurocopa      | Sede       | Resultado      |
| ------------- | ---------- | -------------- |
| Eurocopa 1996 | Inglaterra | Fase de grupos |
| Eurocopa 2004 | Portugal   | Fase de grupos |

## Clubes

### Como jugador
| Club              | País     | Año       |
| ----------------- | -------- | --------- |
| ES FC Malley      | Suiza    | 1986-1987 |
| FC Lausanne-Sport | Suiza    | 1987-1990 |
| Bayer Uerdingen   | Alemania | 1991      |
| Borussia Dortmund | Alemania | 1991-1999 |
| Grasshoppers      | Suiza    | 1999-2002 |
| BSC Young Boys    | Suiza    | 2002-2005 |
| FC Lausanne-Sport | Suiza    | 2005-2006 |

### Como entrenador
| Club                           | País  | Año           |
| ------------------------------ | ----- | ------------- |
| BSC Young Boys sub-18          | Suiza | 2008-2009     |
| BSC Young Boys scout           | Suiza | 2008-2009     |
| BSC Young Boys scout principal | Suiza | 2010-presente |
| Suiza Sub-20 (2.º entrenador)  | Suiza | 2017-2018     |
| BSC Young Boys sub-21          | Suiza | 2019-presente |

## Títulos y distinciones individuales
- 2 Bundesligas con el Borussia Dortmund (1995; 1996)
- 1 Champions League (1997)
- 1 Copa Intercontinental (1997)
- 2 Supercopas de Alemania (1995; 1996)
- 1 Campeonato suizo con Grasshoppers (2001)
- Mejor jugador suizo del año (1994)
- Máximo goleador del campeonato suizo (2001)
- Elegido el Jugador de Oro por la UEFA (2004)